# Лаврица
Лаврица (словен. Lavrica) је насељено место у општини Шкофљица, Средњесловенска регија, Словенија.

## Историја
До територијалне реорганизације у Словенији била је у саставу града Љубљане, односно старе општине Вич–Рудник.

## Становништво
У попису становништва из 2011. године, Лаврица је имала 2.438 становника.
| Број становника према пописима | Број становника према пописима | Број становника према пописима |
| ------------------------------ | ------------------------------ | ------------------------------ |
| 1991                           | 2002                           | 2011                           |
| 1.423                          | 1.760                          | 2.438                          |

Напомена: Године 1961. настала спајањем некадашњег насеља Даљна вас са деловима насеља Бабна Горица, Љубљана, Средња вас и Шкофљица. Године 1983. повећана за преостале делове насеља Бабна Горица и Средња вас и за насеље Села при Рудник који су укинути. Године 2006. извршена је мања размена територија између насеља Лаврица и Шкофљица.

## Галерија
- засеок Бабна Горица
- засеок Даљна вас
- засеок Села при Руднику
- засеок Средња вас